# Orientação do papel higiênico
Discussões sobre orientação do papel higiênico vem do fato de que o papel higiênico quando usado com um suporte de rolo de papel higiênico com um eixo horizontal paralelo ao chão e também paralelo à parede tem duas orientações possíveis: o papel higiênico pode ter a rotação externa ou interna do rolo em relação à parede; se perpendicular à parede, as duas orientações estão à direita ou à esquerda. A escolha é em grande parte uma questão de preferência pessoal, ditada pelo hábito. Em pesquisas com consumidores dos EUA e especialistas em banho e cozinha, 60% a 70% dos entrevistados preferem a orientação externa.
Algumas pessoas têm opiniões fortes sobre o assunto; A colunista de aconselhamento Ann Landers disse que o assunto foi o mais respondido (15.000 cartas em 1986) e controverso na história da sua coluna. Defensores de qualquer posição citam vantagens que vão desde a estética, hospitalidade e limpeza até a conservação de papel, a facilidade de destacar os quadrados individuais e a compatibilidade com a definição de detalhes, como veículos recreativos ou animais de estimação. Alguns escritores propuseram conexões com idade, sexo ou filosofia política, e evidências de pesquisas mostraram uma correlação com o status socioeconômico.
As soluções vão desde compromissos, até o uso de distribuidores separados ou banheiros separados, ou simplesmente ignoram completamente a questão. É defendido um plano sob o qual seu país irá padronizar em uma única orientação forçada, e pelo menos um inventor espera popularizar um novo tipo de porta-rolos que gira de uma orientação para outra.

## Contexto e relevância
No artigo "Política do banheiro: introduzindo os estudantes no pensamento sociológico de baixo para cima", O professor de sociologia do Eastern Institute of Technology, Edgar Alan Burns, descreve algumas razões pelas quais a política do papel higiênico é digna de ser examinada. No primeiro dia do curso introdutório de Burns em sociologia, ele pergunta a seus alunos: "Em que sentido você acha que um rolo de papel higiênico deve ser pendurado?" Nos cinquenta minutos seguintes, os estudantes examinam por que escolheram suas respostas, explorando a construção social de "regras e práticas sobre as quais eles nunca pensaram conscientemente antes".
A atividade de Burns foi adotada por um curso de psicologia social na Universidade de Notre Dame, onde é usado para ilustrar os princípios do clássico de 1966 de Berger e Luckmann, The Social Construction of Reality. Tópicos cotidianos semelhantes que têm sido usados para despertar a imaginação sociológica incluem jogos de jogo da velha, violações do espaço pessoal, as regras do caminhar e a etiqueta de quais mictórios os homens escolhem nos banheiros públicos.
Christopher Peterson, professor de psicologia da Universidade de Michigan, classifica a escolha da orientação do papel higiênico sob "gostos, preferências e interesses" em oposição a valores ou "atitudes, características, normas e necessidades". Outros interesses pessoais incluem refrigerante favorito ou time de beisebol. Os interesses são uma parte importante da identidade; espera-se e prefere-se que pessoas diferentes tenham interesses diferentes, o que serve ao "senso de singularidade". Diferenças nos interesses geralmente levam, no máximo, a provocações e desrespeito gentil. Para a maioria das pessoas, interesses não causam as divisões sérias causadas por conflitos de valores; uma possível exceção é o que Peterson chama de "o pessoal da 'ganhe a vida' entre nós" que eleva os interesses a questões morais.
Morton Ann Gernsbacher, professor de psicologia da Universidade de Wisconsin-Madison, compara a orientação do papel higiênico com a orientação dos talheres em uma máquina de lavar louça, a escolha de qual gaveta em uma cômoda para colocar as meias e a ordem de lavar o cabelo e ensaboar o corpo no chuveiro. Em cada escolha, há uma solução prototípica escolhida pela maioria, e é tentador oferecer explicações simplistas de como a minoria deve ser diferente. Ela adverte que experimentos de neuroimagem - que a partir de 2007 estavam começando a investigar comportamentos de rotação mental e expressões faciais para fazer compras e fazer cócegas - devem se esforçar para evitar tais preconceitos e estereótipos culturais.
Em seu livro Conversational Capital, Bertrand Cesvet oferece a colocação de papel higiênico como um exemplo de comportamento ritualizado - uma das maneiras pelas quais designers e profissionais de marketing podem criar uma experiência memorável em torno de um produto que leva ao impulso boca-a-boca. Os outros exemplos de Cesvet incluem sacudir uma caixa de Tic Tacs e dissecar biscoitos Oreo.
O apresentador Jim Bohannon, que certa vez passou uma hora na orientação de papel higiênico, explica que tais questões são boas para o rádio: "É um meio interativo, um certo tipo de choque, não precisa ser um confronto violento, mas pelo menos um desacordo certamente estaria no topo da lista. Tem que ser algo de interesse geral ".

## Argumentos para externa ou interna

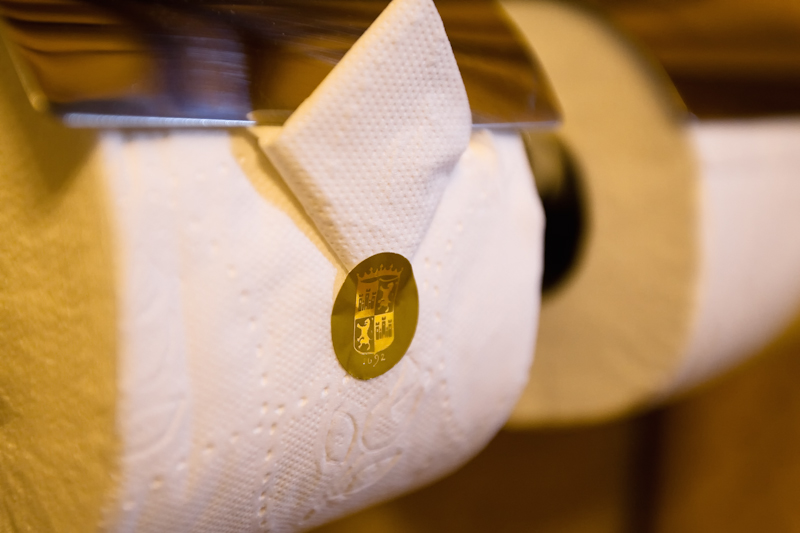
Papel higiênico dobrado e selado com tampa, Hotel Monasterio, 2009

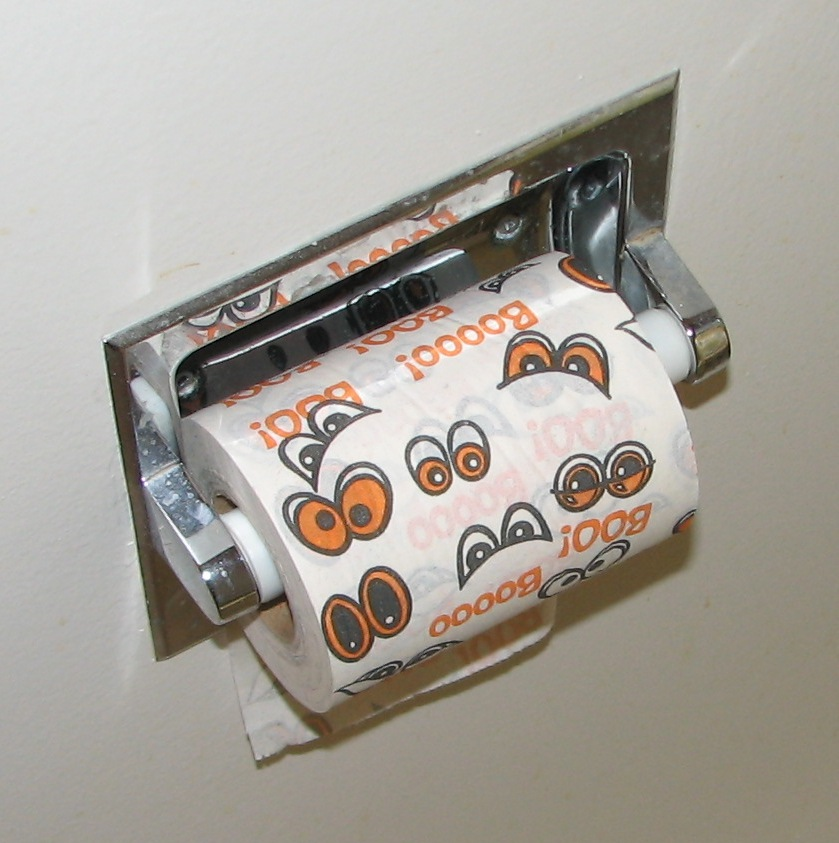
Papel na orientação interna com imagens e texto invertidos

As principais razões dadas pelas pessoas para explicar porque penduram o papel higiênico de uma determinada maneira são a facilidade de agarrar e o hábito. Algumas vantagens específicas citadas para cada orientação incluem:
- Externa reduz o risco de encostar acidentalmente na parede ou o gabinete, potencialmente transferindo sujeira e germes.
- Externa facilita a localização visual e a compreensão da extremidade solta.
- Externa dá a hotéis, navios de cruzeiro, edifícios de escritórios, locais públicos e proprietários com casas de banho dos hóspedes a opção de dobrar a última folha para mostrar que o quarto foi limpo.
- Externa é geralmente a direção pretendida da visualização para a marca do fabricante, então papel higiênico padronizado fica melhor assim.
- Interna fornece uma aparência mais organizada, em que a extremidade solta pode ser mais escondida da vista.
- Interna reduz o risco de que uma criança ou um animal doméstico, como um cão ou gato, desenrole completamente o papel higiênico quando bater no rolo.
- Interna em um veículo recreativo pode reduzir o desenrolamento durante a condução.[10]

Os partidários alegam que cada método torna mais fácil rasgar o papel higiênico em um limite de folha perfurada, dependendo da direção de puxar e do uso de uma segunda mão para estabilizar o rolo.(Um viajante dos EUA para a China em 1991 observou uma configuração diferente: papel não perfurado com um cortador de metal acima do rolo, o que obriga a direção externa.)
Não está claro se uma orientação é mais econômica que a outra. O Centralian Advocate atribui uma alegação de que o externo economiza papel.
No campo acadêmico de avaliação, Michael Scriven escreve que a questão da maneira correta de inserir papel higiênico é um "teste de aptidão de um item" para medir as habilidades de avaliação de alguém. Essas habilidades incluem a atitude avaliativa, análise lógica prática, empatia, ensino e ser um estudo rápido. Para provar a competência de alguém, pode-se obter a "resposta certa" ou provar que o teste é ou não culturalmente tendencioso.

### Preâmbulo
Em seu livro de 2006, Why Not?, Barry Nalebuff e Ian Ayres escrevem que o debate sobre o papel higiênico é um debate sobre a simetria. Tomando uma situação aproximadamente simétrica e invertendo-a, pode-se chegar às vezes a uma nova solução para um problema com suas próprias vantagens surpreendentes.
Há uma simetria de reflexão entre os lados esquerdo e direito do rolo, portanto, se ele gira no sentido horário ou anti-horário é ambíguo; depende do ponto de vista. As simetrias para cima/baixo e frente/trás são quebradas pela força da gravidade e os locais da parede e do usuário, para que se possa distinguir entre duas orientações:
- Externa: a extremidade fica pendurada na parede e dispensa a parte superior do rolo quando puxada.
- Interna: a extremidade fica pendurada ao lado da parede e dispensa sob a parte de baixo do rolo.

## Preferências

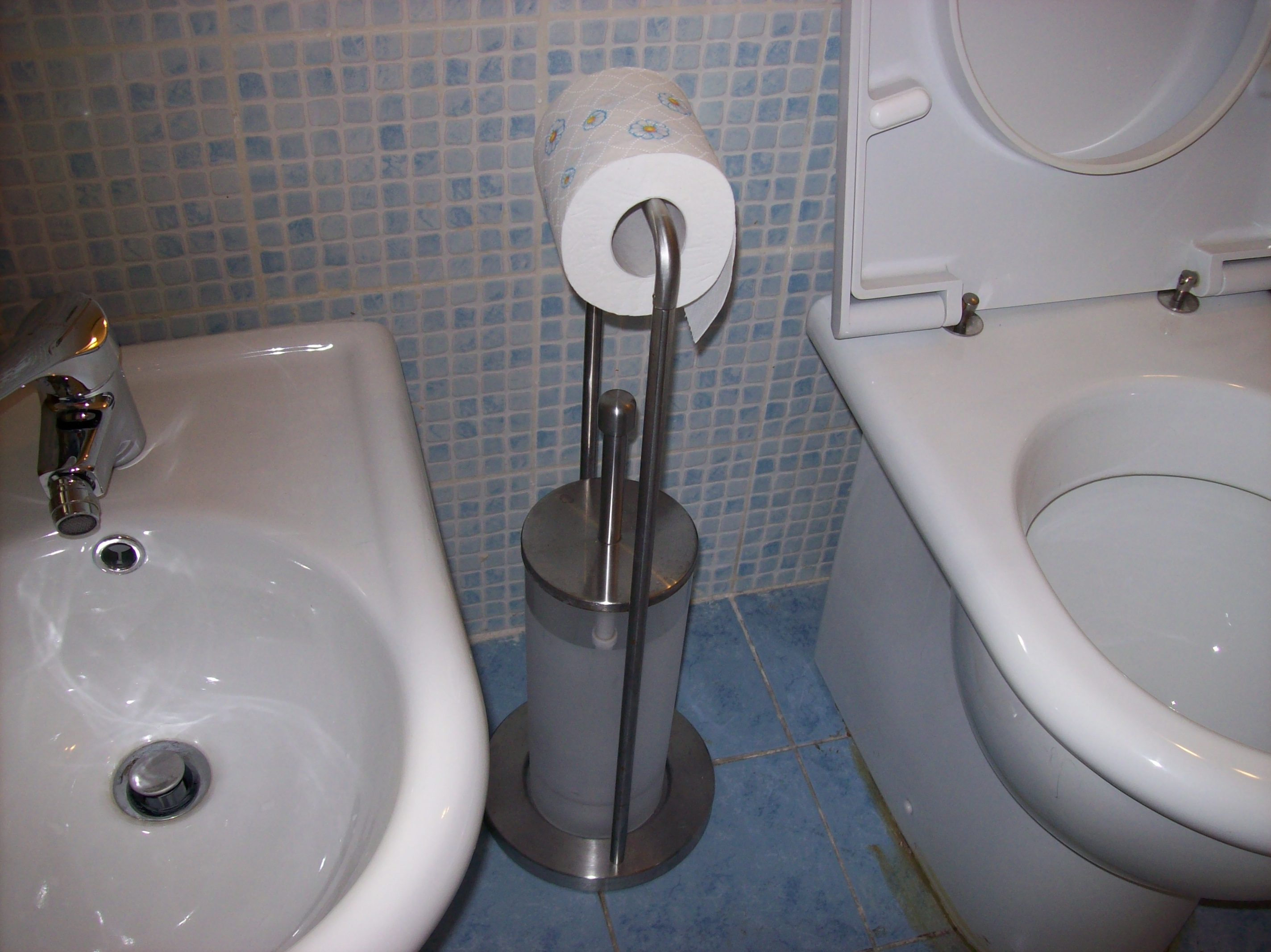
Suporte de papel higiênico multi-orientável

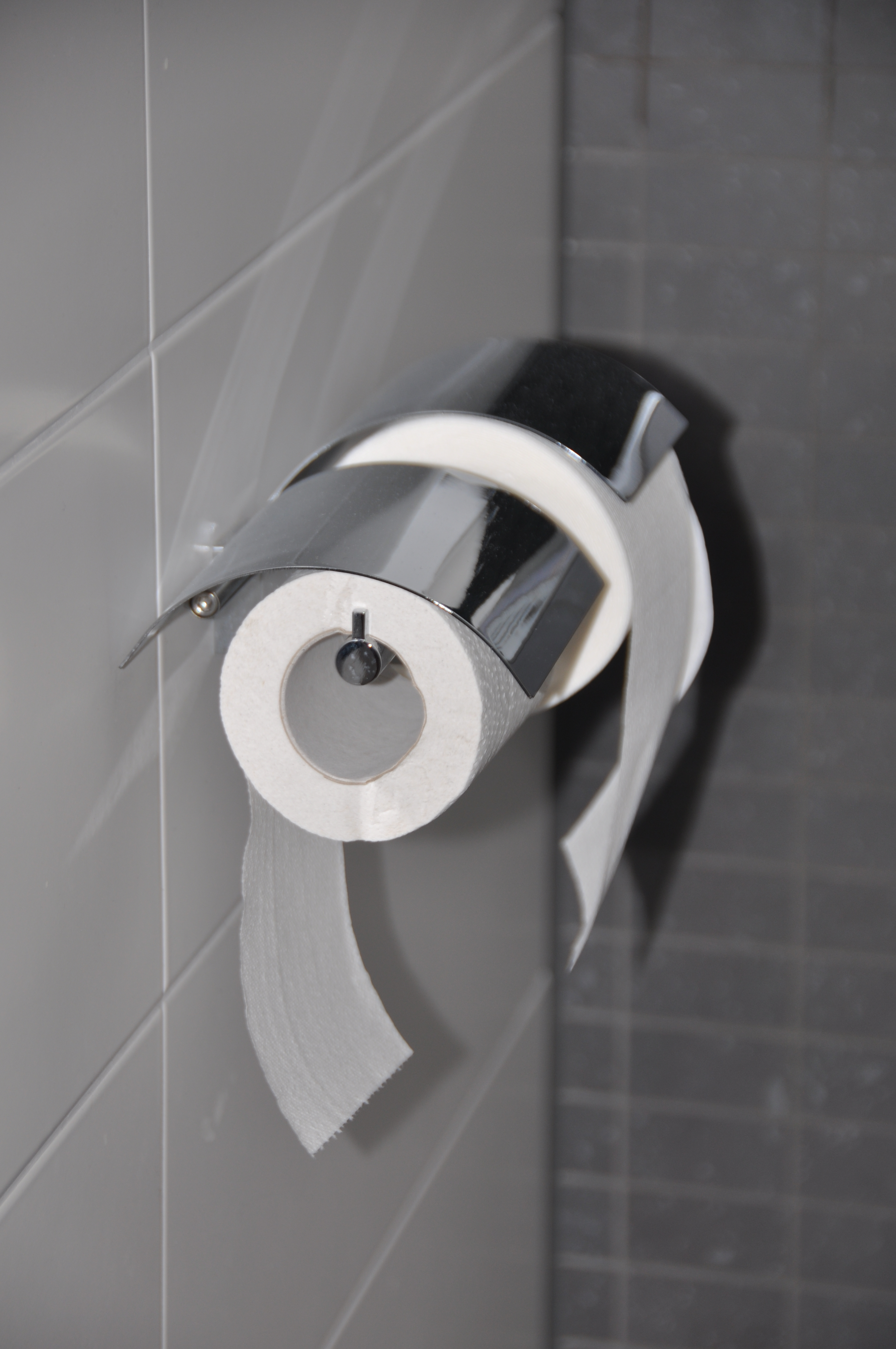
Outra solução: dois porta-papéis, mesmo com papel higiênico diferente.

### Resultados da pesquisa
A pergunta "Você prefere que o papel higiênico se desenrole sobre ou sob o rolo?" é apresentado na capa do livro de Barry Sinrod e Mel Poretz de 1989, The First Really Important Survey of American Habits. O resultado geral: 68 por cento escolheram sobre. Sinrod explicou: "Para mim, a essência do livro é a questão do papel higiênico ... ou as pessoas não se importam, ou se importam tanto que praticamente causam lesões corporais umas às outras." Poretz observou: "A questão do papel higiênico estimula as pessoas quase como o gosto da Miller Lite - um ótimo/menos comercial".
No livro de Bernice Kanner, de 1995, Are You Normal?, 53% dos entrevistados preferem orientação externa, enquanto "um quarto" prefere interna e 8% não sabem ou não se importam.
Sitting Pretty: The History of the Toilet, uma exposição itinerante que percorre museus canadenses, pede aos visitantes que registrem sua direção de rolagem preferida. Quando a exposição chegou a Huntsville, Ontário, em junho de 2001, 13.000 visitantes haviam participado da pesquisa, com 67% preferindo orientação externa. No Museu Saint Boniface, em Winnipeg, em fevereiro de 2005, uma máquina de votação registrou 5.831 externa versus 5.679 interna, ou 51% externa. O diretor de Saint Boniface observou: "Acho que houve alguma trapaça, no entanto."
A Georgia-Pacific encomendou uma pesquisa sobre os hábitos de banheiro dos americanos em 1993 para lançar sua nova marca Quilted Northern, e mais pesquisas foram seguidas:
- 1993 Practices and Preferences of Toilet Paper Users: 73% de um total de 1.200 entrevistados preferem externa. O comunicado de imprensa afirma: "Uma pesquisa inédita resolveu, de uma vez por todas, o grande debate sobre papel higiênico".[21]
- 1994 Toilet Paper Report: 59% externa,[22] de 1.000 entrevistados; realizado pela KRC Research and Consulting[23]
- 1995 Bathroom Tissue Report: 59% externa e 29% interna,[24] de 1.000 entrevistados; realizado pela KRC Research and Consulting[22]
- 2001 Bathroom Confidential: 63% de um total de 1.001 entrevistados preferem externa; conduzido pela Impulse Research[25]
- 2004 Bathroom Confidential: 72% externa

Em 1993, a American Standard Brands conduziu uma pesquisa com "designers, contratados, distribuidores, distribuidores e outros representantes de banheiros e cozinhas". no Show/Conferência da Indústria de Cozinha/Banheiro, em Atlanta. A pergunta: "Qual é a maneira correta e única de pendurar o papel higiênico - interna ou externa?" Externa ganhou 59% dos votos, 1.826 para 1.256. A porta-voz da American Standard, Nora Monroe, observou: "O banheiro é um lugar territorial. Você ficaria surpreso com quantas pessoas têm opiniões definidas sobre esse assunto". Em 2008, a American Standard encomendou a Pesquisa de Hábitos de Banheiro de 2008, um formato mais tradicional conduzido pela Opinion Research Corporation com 1.001 entrevistados. Desta vez, "três quartos" responderam externa.
Em 1995, uma pesquisa realizada pela "Scottish Paper of Freshness Knowledge", da Scott Paper Company, teve "a maioria dos americanos com mais de 50 anos" preferindo externa. Em outra pesquisa da Cottonelle em 1999, 68% dos entrevistados preferiram externa de 25% interna. A colunista Bonnie Henry hipotetiza as outras: "Enquanto isso, 7% - sem dúvida entediado além do que se acreditava a esse ponto pelo questionamento superficial - haviam caído em um profundo e irreversível coma".
Em 27 de janeiro de 2010, o 100º aniversário da morte de Thomas Crapper, Cottonelle lançou uma campanha publicitária "Grande Debate", convidando os consumidores americanos a votarem sua preferência em um site da Kimberly-Clark. O resultado foi anunciado durante o 82º Oscar: 72% votaram externa. Em uma pesquisa preliminar mais tradicional com 1.000 americanos, Cottonelle descobriu que "externas" são mais prováveis do que "internas" para notar a direção de um rolo (74%), ficar incomodado quando a direção está incorreta (24%) e ter virado a direção na casa de um amigo (27%).
Além da orientação, os fabricantes de papel higiênico e os autores de pesquisas estudaram outras práticas privadas em torno do papel higiênico: quanto é usado; se é arrancado com uma mão ou duas; se é arrancado da direita para a esquerda ou da esquerda para a direita; e se está amassado ou dobrado antes de usar.

### Temas

#### Sexo e idade
Poretz e Sinrod quebram os resultados de sua pesquisa de 1989 por sexo e idade. Estas são as porcentagens de respondentes que rolam seu papel na orientação externa:
| Idade/ Sexo | 21–34 | 35–44 | 45–54 | 55 + | Média |
| ----------- | ----- | ----- | ----- | ---- | ----- |
| Homem       | 71%   | 81%   | 60%   | 63%  | 69%   |
| Mulher      | 81%   | 65%   | 62%   | 83%  | 67%   |
| Média       | 76%   | 73%   | 61%   | 73%  | 68%   |

O livro não menciona o número de respondentes em cada segmento, por isso é difícil dizer se algum dos desvios é estatisticamente significativo, mas não parece haver uma diferença entre as preferências dos homens e das mulheres. No entanto, tal diferença foi reivindicada por outros autores, em ambas as direções. A pesquisa da American Standard concluiu: "Muitos homens votaram por externa, dizendo que isso tornava o papel mais fácil de ser alcançado". Inventor Curtis Batts chega a uma conclusão diferente de sua experiência pessoal: "As mulheres gostam externa, e os homens gostam interna. Eu acho que incomoda as mulheres quando toca a parede."A colunista de aconselhamento, Maud, da The Press, afirma que as mulheres preferem externa porque são "pensadoras lógicas".
Uma pesquisa da Cottonelle indicou que os homens eram mais propensos do que as mulheres a perceber e ficarem irritados com um rolo de papel higiênico pendurado contra sua preferência.
Uma ocorrência de cultura popular de uma teoria de gênero é encontrada no Weekly World News, um tabloide de supermercado que publica histórias extravagantes para efeitos cômicos. Na história de 2003 da North Korea Shocker!, a WWN afirmou que o líder norte-coreano Kim Jong-il era secretamente feminino. Como evidência, Kim supostamente assistia a Home Shopping Network, é membro do Clube do Livro da Oprah e "Grita com funcionários que deixam o assento do vaso sanitário e penduram rolos de papel higiênico para fora, em vez de para dentro".
De acordo com W. C. Privy's Original Bathroom Companion, Number 2,"Por mais de 4 para 1 pessoas mais velhas preferem dispensar o papel higiênico na frente." A mesma alegação é feita por The Bath Companion, de James Buckley, para pessoas com mais de 50 anos.

#### Classe e política
Sinrod observou em sua pesquisa: "60% dos que ganham US$ 50 mil ou mais preferem externa e 73% daqueles que ganham menos de US$ 20 mil preferem interna". Sobre o que isso prova: "Eu não sei, mas com certeza é interessante".
Em uma eleição local em Saskatoon, Saskatchewan, novas urnas eletrônicas foram submetidas a um teste com a pergunta: "Você é a favor do papel higiênico em todos os banheiros públicos que estão sendo instalados com a ponta solta para cima e pela frente do rolo? " A resposta foi sim: 768-196, ou 80% externa. Foi pensado para ser uma pergunta "que não levou associação política". No entanto, o projeto científico de um adolescente na Feira de Ciências e Engenharia dos Apalaches do Sul, e um dos favoritos do coordenador da feira, foi uma pesquisa concluindo que os liberais preferem externa enquanto os conservadores interna.

#### Caráter
Em seu livro de 2003, 10 Steps to Sales Success, Tim Breithaupt propõe um conjunto de quatro tipos de personalidade evoluindo a partir do trabalho de Carl Jung: Socializador, Diretor, Pensador e Relator. Breithaupt escreve que o gerenciamento de papel higiênico é um detalhe importante para os Pensadores, enquanto os Diretores não se importam, desde que o documento esteja disponível. Em seu livro Three Keys to Self-Understanding, de 2001, Pat Wyman considera ter uma opinião sobre papel higiênico no Eneagrama da Personalidade, que classifica as pessoas como Ones, Twos, Threes e assim por diante: "As pessoas sabem a resposta a tais dilemas. "

### Preferências notáveis
A colunista de aconselhamento Ann Landers (Eppie Lederer) foi questionada sobre a maneira como o papel higiênico deve ser suspenso. Ela respondeu interna, recebendo milhares de cartas em protesto; ela então recomendou externa, recebendo milhares mais. Ela refletiu que as 15 mil cartas tornaram o papel higiênico a questão mais controversa nos 31 anos de sua história, perguntando: "Com tantos problemas no mundo, por que milhares de pessoas estavam fazendo uma questão de lenços?"
Em novembro de 1986, Landers disse à Canadian Commercial Travellers Association que "papel higiênico de alta qualidade tem desenhos que estão do lado certo" na posição de cima. Em 1996, ela explicou a questão no The Oprah Winfrey Show, onde 68% da platéia do estúdio foi mais favorecida; Oprah sugeriu que interna usa mais papel. Em 1998, ela escreveu que a questão "parece destinada a durar para sempre", insistindo: "Apesar do fato de que um número esmagador de pessoas prefere o rolo pendurado de forma que o papel chegue ao topo, eu ainda prefiro ter o papel pendurado perto da parede ". No dia de sua última coluna em 2002, Landers escreveu: "P.S. O papel higiênico fica por cima". Seu comentário publicado sobre o assunto continuou mesmo depois de sua morte. 2005 viu a estréia de uma peça de uma mulher escrita por David Rambo: um estudo de personagem de Ann Landers intitulado The Lady with All the Answers. O papel higiênico surge mais uma vez, e a atriz analisa o público por suas opiniões.
Em seu artigo na Teaching Sociology, Burns escreve que o exercício de pendurar papel higiênico é valioso em parte porque "[o] assunto é familiar a todos; todos são especialistas e todos têm uma opinião." Muitos artistas, celebridades e empresários divulgaram sua opinião sobre o tema.

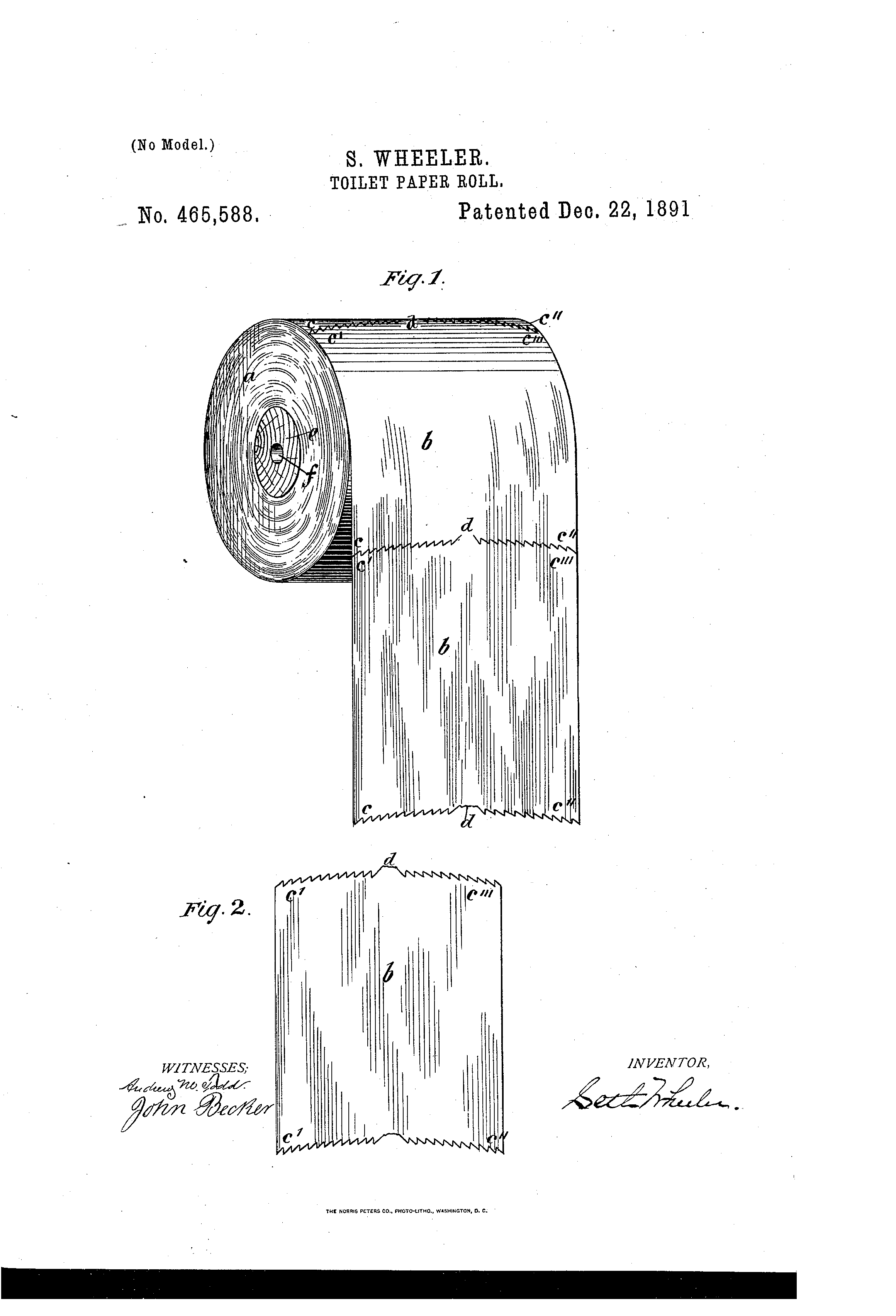
Original de Seth Wheeler (c. 1891) Ilustração da Patente dos EUA.

## Consequências sociais
A orientação do papel higiênico é frequentemente mencionada como um obstáculo para os casais. A questão também pode surgir em empresas e locais públicos.
Mesmo na Estação de Pesquisa Amundsen-Scott, no Pólo Sul, foram levantadas queixas sobre a instalação do papel higiênico. Durante a noite polar de seis meses, algumas dezenas de moradores estão presos vivendo juntos, e enquanto muitas das dores de cabeça da vida moderna estão longe, a comida e a higiene não estão. Apesar dos desafios colocados pelo hostil clima antártico, "é nas provas mais mundanas da vida cotidiana que os embates de personalidade são revelados".

## Soluções
Algumas das soluções propostas para este problema envolvem mais ou melhor tecnologia, enquanto outras se concentram no comportamento humano.

### Mecânica
O Tilt-A-Roll é um dispensador giratório de papel higiênico inventado por Curtis Batts em 1996, um engenheiro industrial nativo de Dallas. Suas patentes sobre a invenção resumem seu design como "Um acoplamento angular ajustável fixa o garfo ao conjunto de montagem e permite a rotação do garfo em torno de um eixo direcionado ortogonalmente através do fuso, de forma que o rolo de papel possa ser orientado para desenrolar papel por cima ou de debaixo do rolo, conforme desejado." Um inventor chamado Rocky Hutson demonstrou um dispositivo similar que ele chamou de T.P. Gire para os produtores do programa de televisão PitchMen no final de 2009. 
Outra solução é instalar dois dispensadores de papel higiênico, como é mais comum em banheiros públicos e hotéis. Um leitor da coluna Annie's Mailbox recomenda usar um suporte grande o suficiente para caber dois rolos, observando que a externa é mais popular. Outro leitor evita a questão ao dispensar o suporte, empilhando cinco ou seis rolos em uma grande cesta de vime. Mesmo usando banheiros separados pode ajudar. Outras soluções incluem suportes verticais.

### Comportamental
A orientação do papel higiênico tem sido usada retoricamente como a última questão que o governo não dita, em cartas ao editor que protestam contra a regulamentação da poluição sonora. e requisitos mais rigorosos para obter um divórcio. Em 2006, protestando contra a proibição de New Hampshire de fumar em restaurantes e bares, o representante Ralph Boehm (R-Litchfield) perguntou: "Em breve será dito em que direção o papel higiênico deve ficar pendurado no rolo?"
No livro de 2005 de David O'Connor, Henderson's House Rules: The Official Guide to Replacing the Toilet Paper and Other Domestic Topics of Great Disputevisa resolver desacordos com um mínimo de debate ou compromisso, oferecendo regras razoáveis e autorizadas. A "Regra da Casa" para papel higiênico é extensa e uma página inteira é dedicada a um diagrama dessa orientação. Mas O'Connor escreve que "se uma mulher membro do agregado familiar tem uma forte preferência pelo papel higiênico para pendurar e contra a parede, essa preferência prevalece. É reconhecidamente uma preferência estranha, mas as mulheres usam papel higiênico muito mais frequentemente do que homens - daí a regra ".